# فرنان کنل
فرنان کنل (فرانسوی: Fernand Canelle‎; ۲ ژانویهٔ ۱۸۸۲ – ۱۱ سپتامبر ۱۹۵۱) بازیکن فوتبال اهل فرانسه بود.
وی به همراه تیم ملی فوتبال فرانسه در بازی‌های المپیک تابستانی ۱۹۰۰ شرکت کرده و به مدال نقره دست پیدا کرده‌است.